# Toit de chaume
Pour les articles homonymes, voir Chaume.

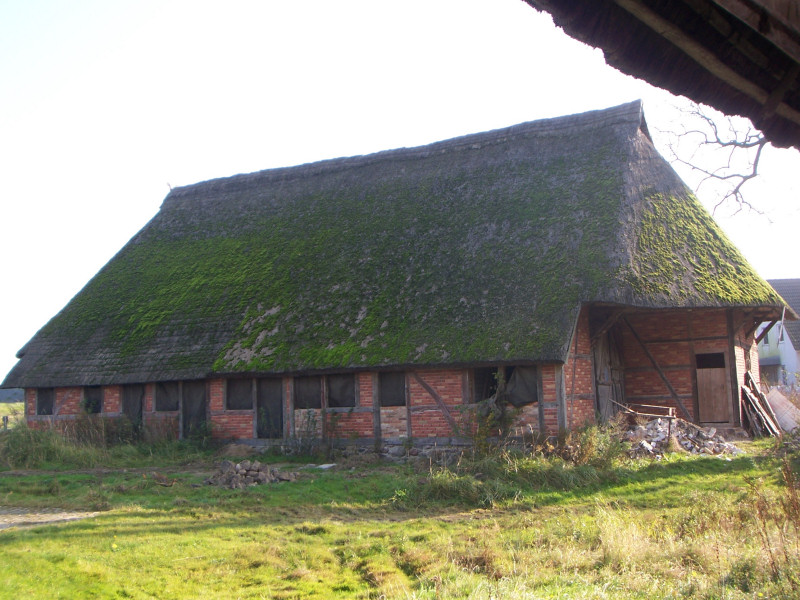
Ferme ancienne au toit de chaume à Bartenshagen dans le Mecklembourg-Poméranie-Occidentale (Allemagne, 2007).

Le toit de chaume est un mode de couverture, constitué de paille de blé, de paille de seigle (ou glui), de tiges de roseaux (ou sagne) mais aussi de genêts et de bruyères.

## Histoire

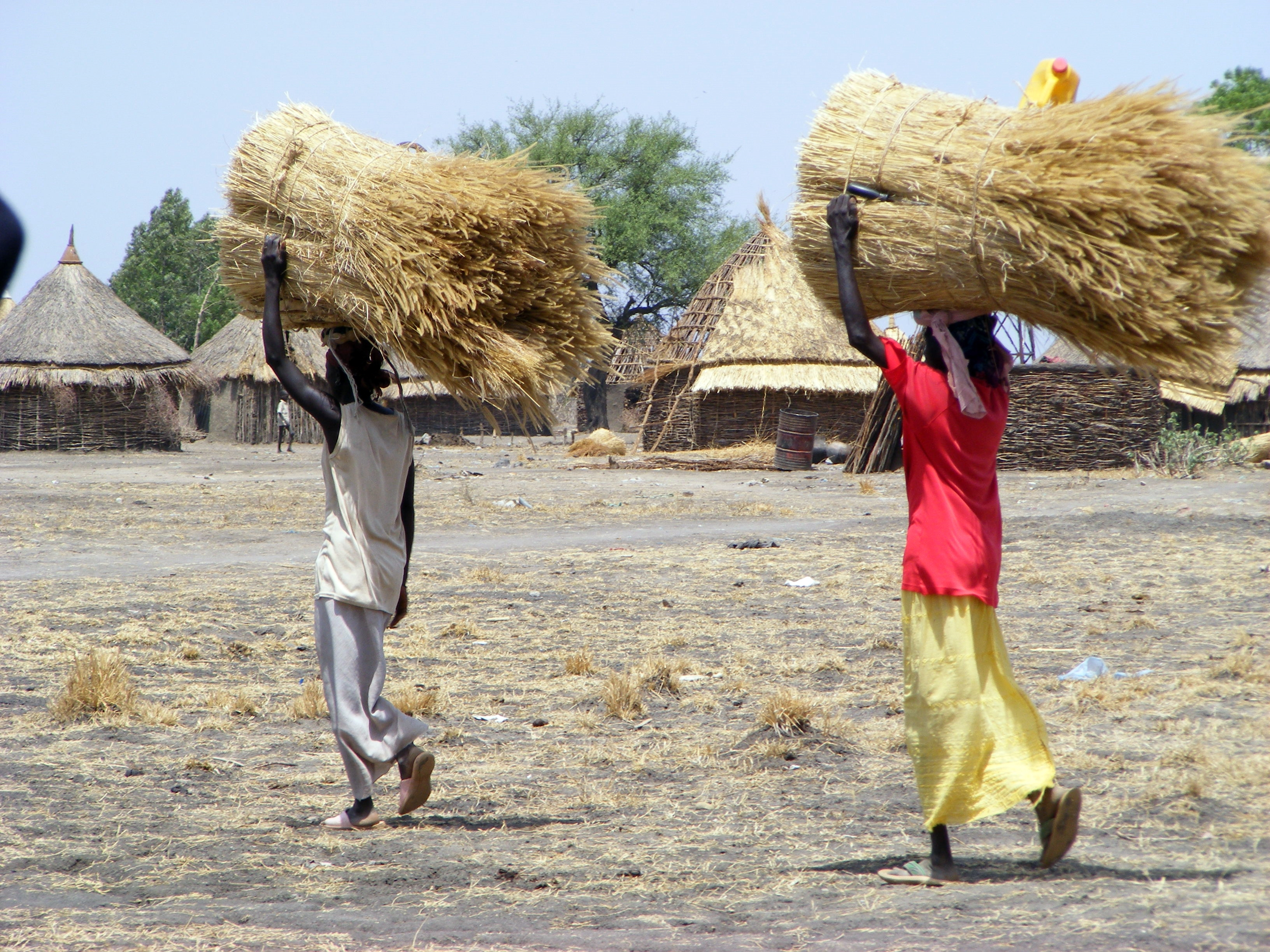
Transport de chaume pour la couverture des maisons en Éthiopie.

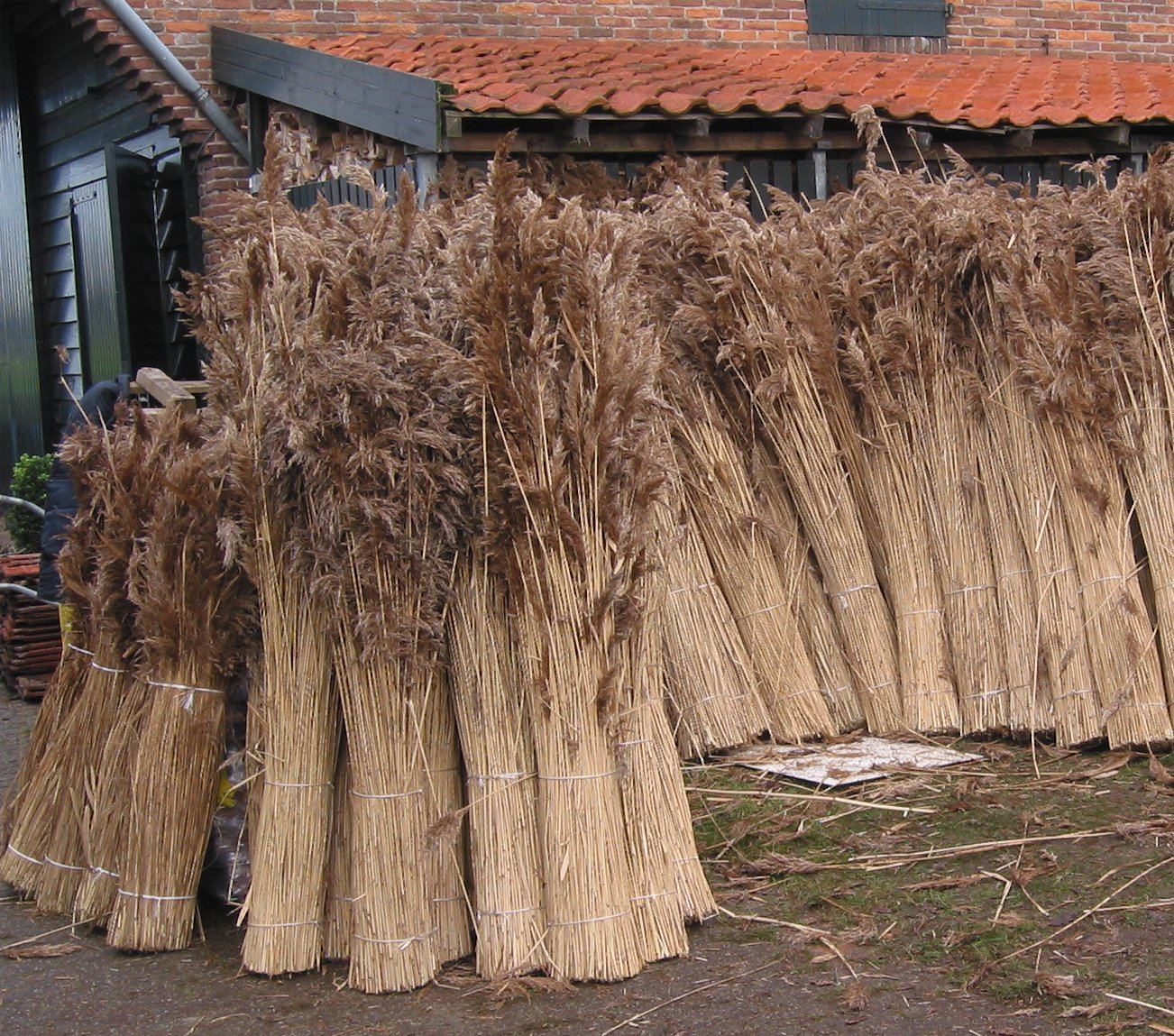
Dakdekkersriet, Phragmites australis, roseau commun destiné à la couverture des maisons aux Pays-Bas.

Le chaume a longtemps servi pour recouvrir les toitures rurales, voire urbaines (de là vient la dénomination de « chaumières »). Son utilisation était très répandue jusqu'à la fin du XIXe siècle en raison du faible coût du matériau et de l'isolation thermique qu'il procurait (les combles restent chauds en hiver et frais en été).

Aux Pays-Bas et en Belgique, au XIXe siècle, on préfère les roseaux à toute espèce de paille pour couvrir les habitations, granges et étables. Bien que le roseau brûle facilement — il partage cet inconvénient avec la paille —, il offre fraîcheur en été et chaleur en hiver. Un toit de roseau bien confectionné laisse passer moins de pluie et de neige qu'un toit de tuiles, son poids est bien moindre et n'exige pas de constructions aussi solides. Cette plante est donc estimée des constructeurs. Un bon toit de roseau comporte 30 cm d'épaisseur en haut et 34 en bas. Pour cela, on a besoin de 3 bottes de 85 cm de longueur par mètre carré de surface.
La Normandie, le Berry et la Beauce privilégiaient la paille de blé tandis que le Massif central, la Bretagne, les vallées vosgiennes d'Alsace et le Midi pyrénéen préféraient la paille de seigle.
Des contrats de métayage prévoyaient l'obligation, pour le métayer, de prélever un certain nombre de bottes de paille de sa moisson pour effectuer lui-même l'entretien des toitures de chaume de son exploitation.
L'historien Marcel Lachiver signale qu'en 1861 la couverture en chaume restait la règle dans la grande majorité des 350 communes qu'il a étudiées à l'ouest de Paris. Selon Jacques Fréal, on dénombrait, en 1856, plus de 60 % de toitures végétales dans le Calvados et plus de 80 % dans la Manche.
Cependant, les couvertures de chaume étaient de courte durée et il fallait les renouveler tous les vingt ou trente ans mais surtout elles présentaient un terrain trop favorable aux incendies à tel point que, dès le XVIe siècle, des édits condamnèrent leur emploi.
Le déclin et la disparition du chaume sont dus d'une part au remplacement de la faucille et de la faux par la moissonneuse-batteuse, laquelle casse la paille de blé, d'autre part à la promulgation, sous le Second Empire, d'une loi interdisant la construction et la réparation des toits de chaume. La multiplication des lampes à pétrole et des lampes Pigeon à cette époque avait en effet accru le danger d'incendie car désormais on promenait du feu d'un bout à l'autre de la maison. Les compagnies d'assurances accélérèrent le mouvement en accordant des avantages aux propriétaires qui remplaçaient le chaume par de la tuile ou de l'ardoise. Cependant, comme les préfets accordaient des dérogations aux petits propriétaires incapables de financer la substitution, celle-ci s'étendit sur plus d'un demi-siècle. Les toits de chaume persistèrent dans certaines régions (en Bretagne, mais surtout en Normandie).

## Charpentes
Léger, le chaume ne nécessite pas une forte charpente.

## Technique de pose

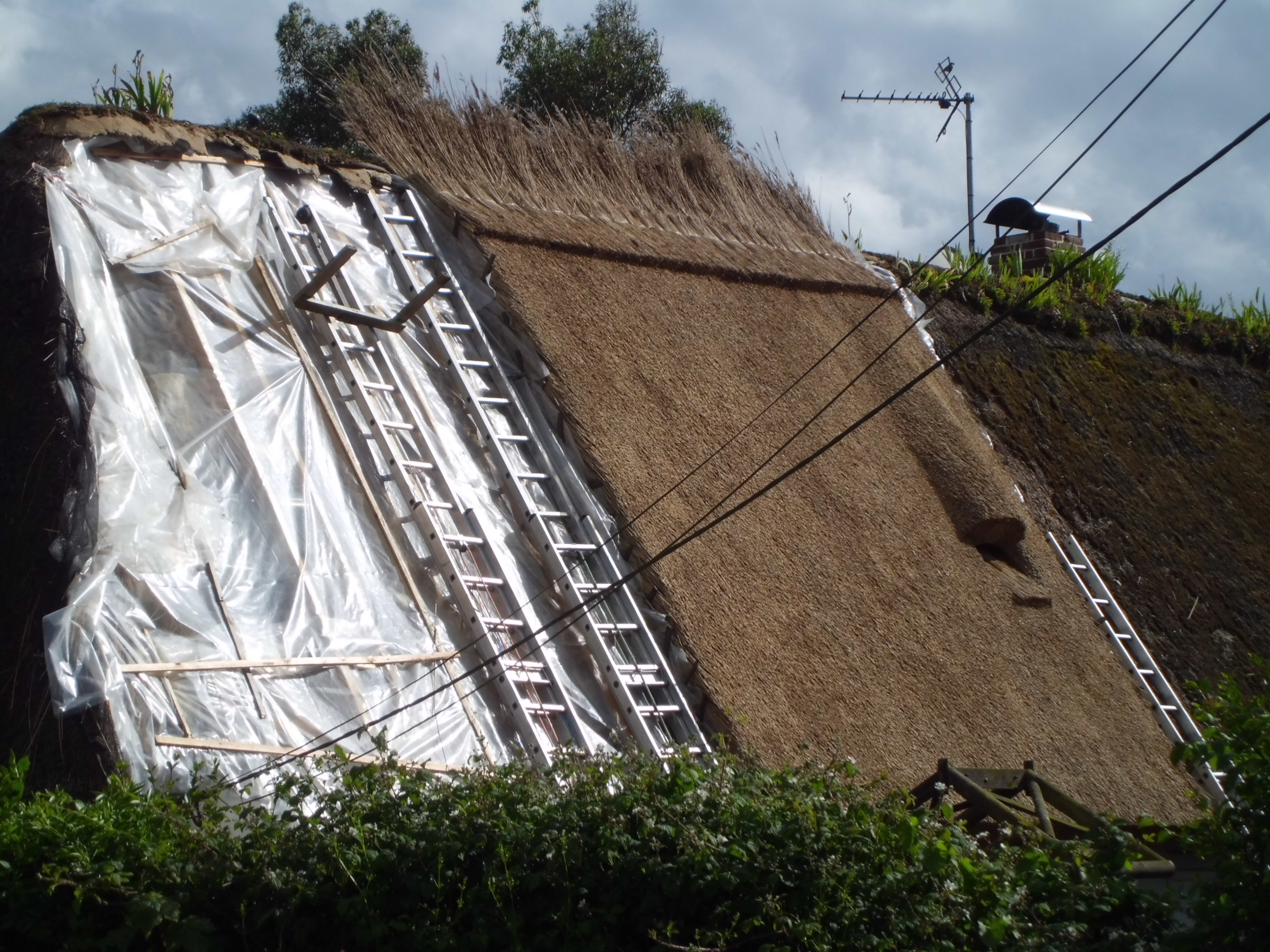
Couvrage en chaume, Roumois (Normandie).

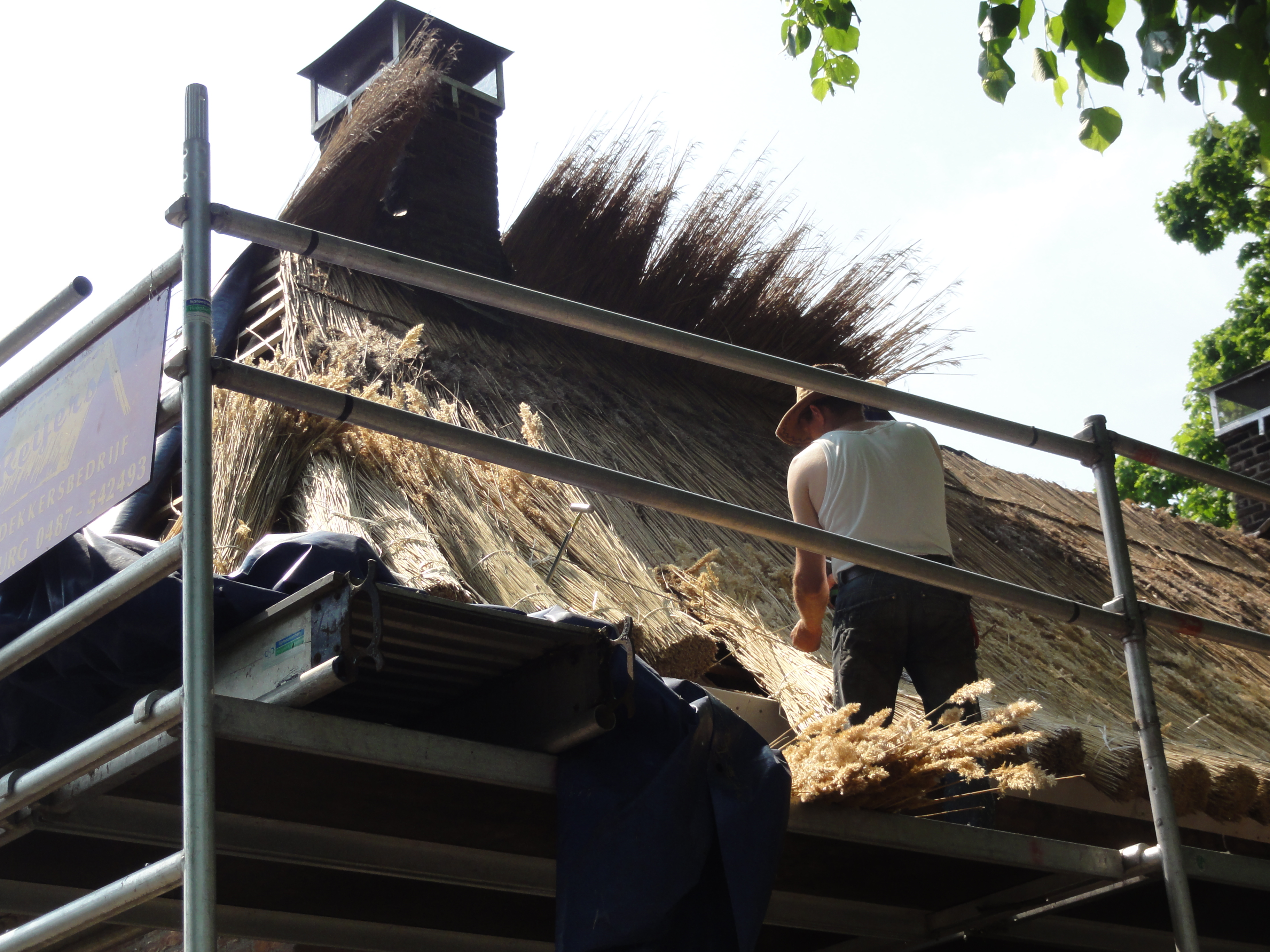
Rénovation d'un toit de chaume à Hernen (Pays-Bas), selon la technique dite hollandaise.

Les couvreurs en chaume utilisaient une baguette effilée pour insérer du chanvre dans les parties à réparer.
En Normandie, on utilise principalement le « feurre long », c'est-à-dire de longues tiges, alors qu'aux Pays-Bas, on utilise des tiges plus courtes. Le faîtage en Normandie est végétalisé, notamment avec des iris, alors qu'aux Pays-Bas, il est en tuile.
L'angle minimal du toit de chaume est de 35°. La toiture pèse entre 25 et 35 kilogrammes par m2. Un nettoyage est préconisé tous les trois ans, et un entretien plus approfondi[C'est-à-dire ?] (bouchage des trous, compensation de la diminution du toit).

## Renouveau
Il connaît un renouveau pour ses qualités d'isolant thermique et phonique. De plus, c'est un matériau issu d'une ressource renouvelable. Grâce à des outils mieux conçus, la pose est désormais plus compacte. Ainsi le chaume ne craint plus ni les rongeurs ni le feu, et la durée de la couverture est allongée (jusqu'à cinquante ans).
La Normandie est la région qui compte le plus de toits de chaume, essentiellement concentrés dans le Roumois, le Lieuvin, le pays d'Auge, le pays de Bray, la campagne du Neubourg, le pays d'Ouche, le Vexin normand et le pays de Caux. On en trouve également quelques-uns dans l'Avranchin, le Mortinais, etc.
Quant à l'Eure, c'est le département français qui compte le plus de toits en chaume (notamment dans le Roumois, Marais-Vernier et Lieuvin). Il existe des villages dont la quasi-totalité des toits sont encore en chaume, comme Vieux-Port par exemple. Ce village est intégré dans la Route des chaumières qui, au sud de la Seine, va de Saint-Nicolas-de-Bliquetuit (Seine-Maritime) jusqu'à Fiquefleur (Eure), près de Honfleur. En raison de l'importance de ce matériau de couverture dans l'Eure, le siège de l'Association nationale des artisans chaumiers se trouve à Évreux, préfecture de ce département, où se trouvait la seule école ayant cette spécialité.

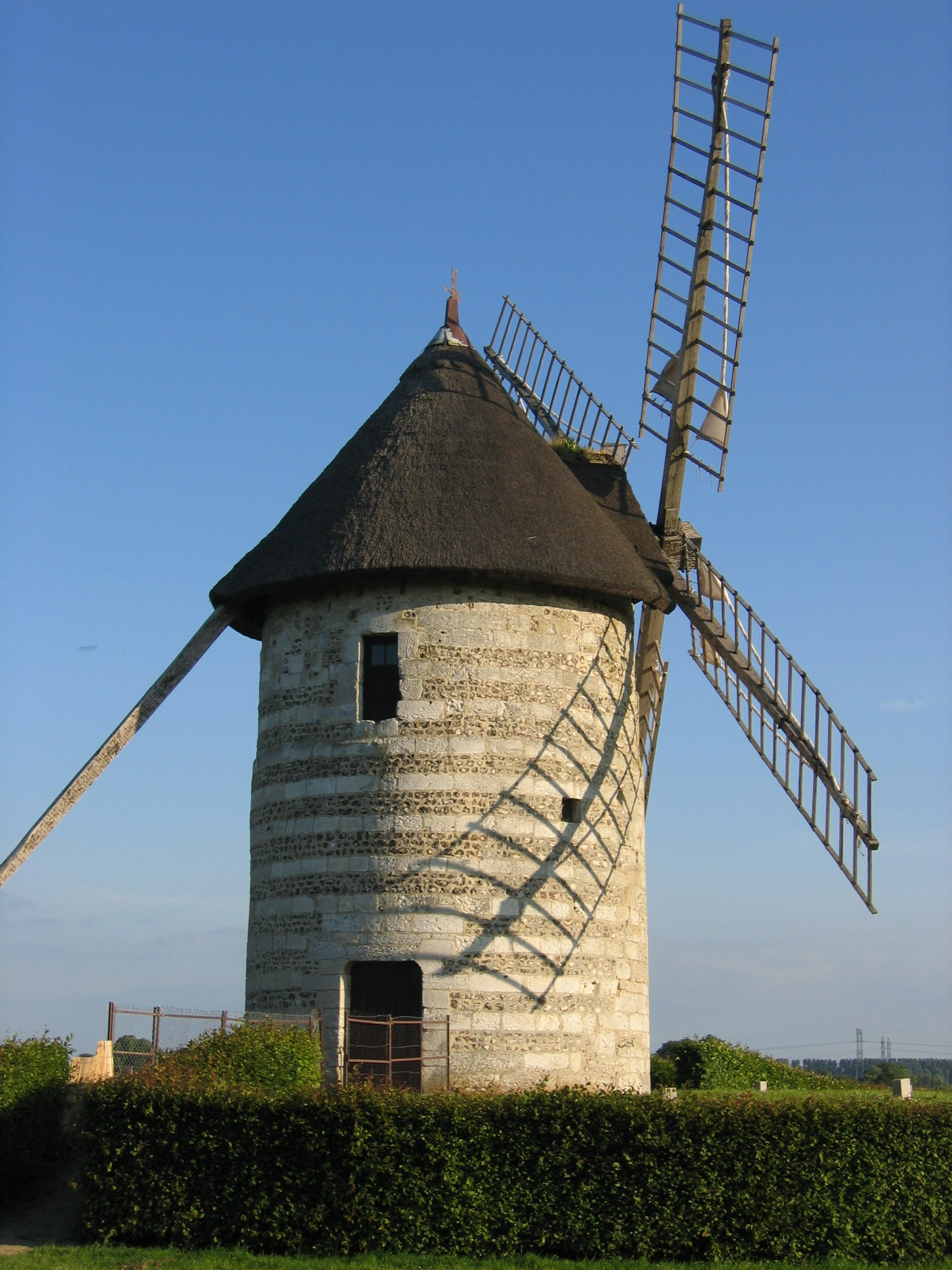
Moulin de Hauville, Roumois (Eure).
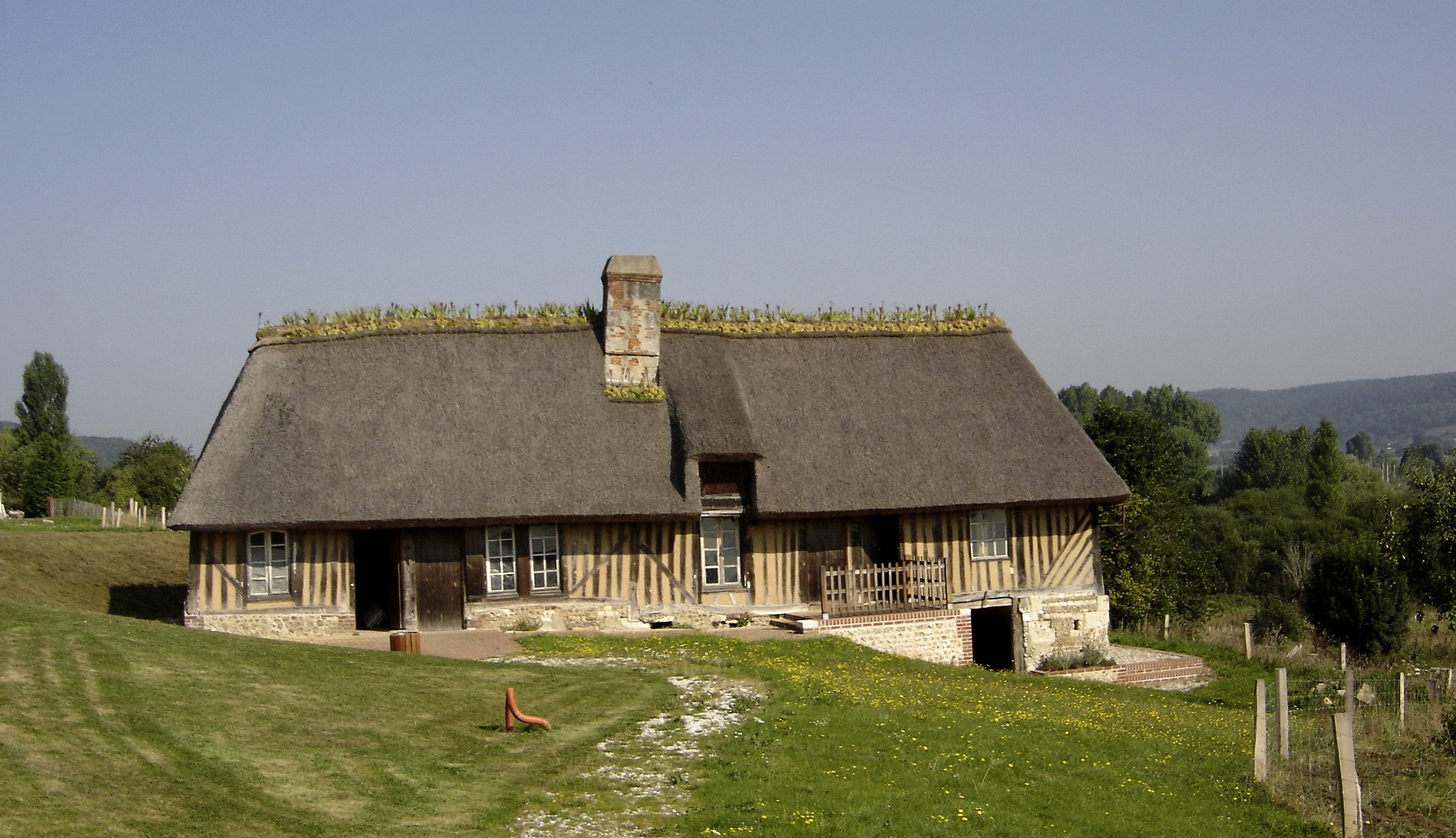
Chaumière à Saint-Sulpice-de-Grimbouville, Lieuvin (Eure).
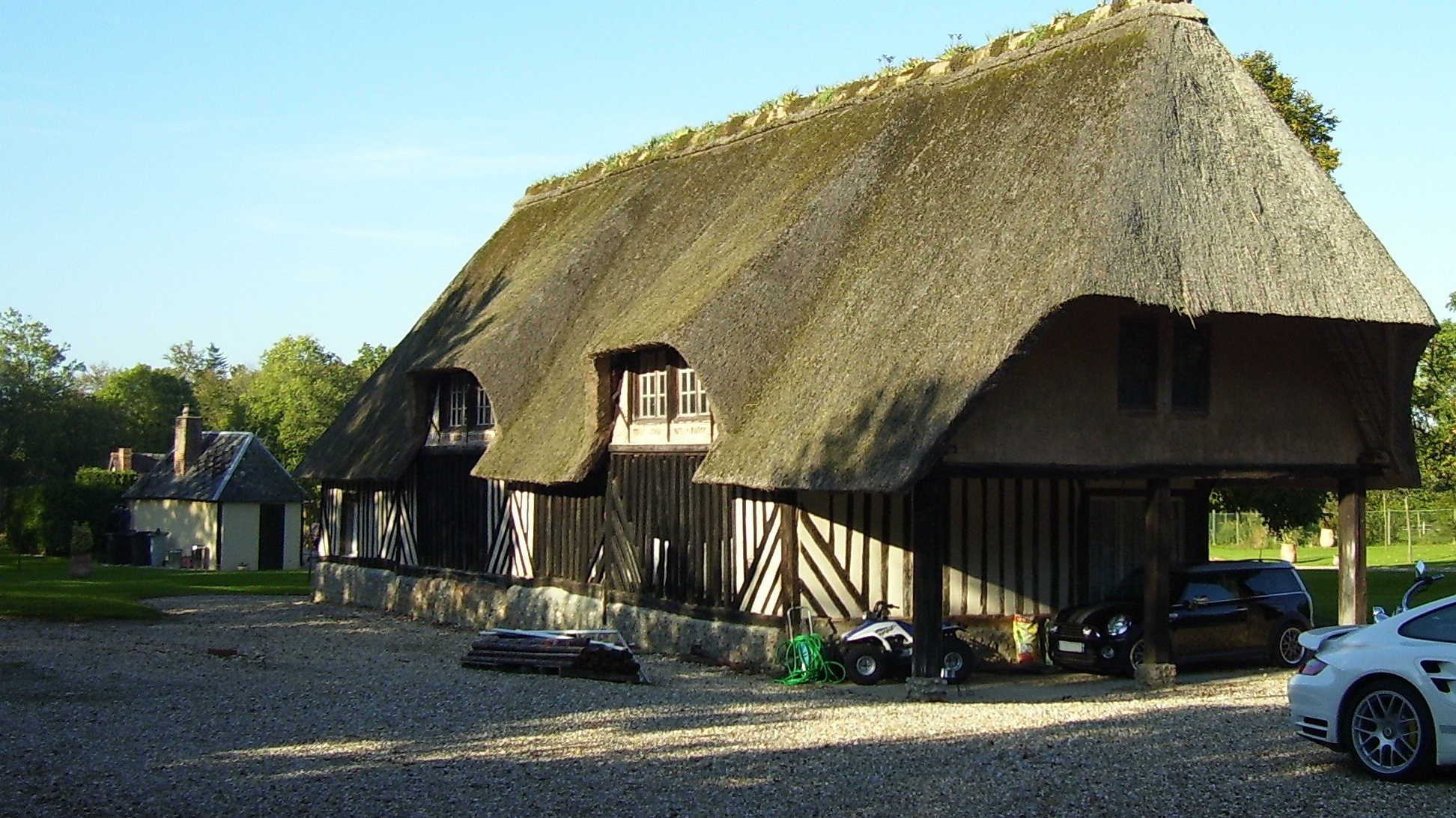
Chaumière à Hecmanville, Lieuvin (Eure).

## Galerie

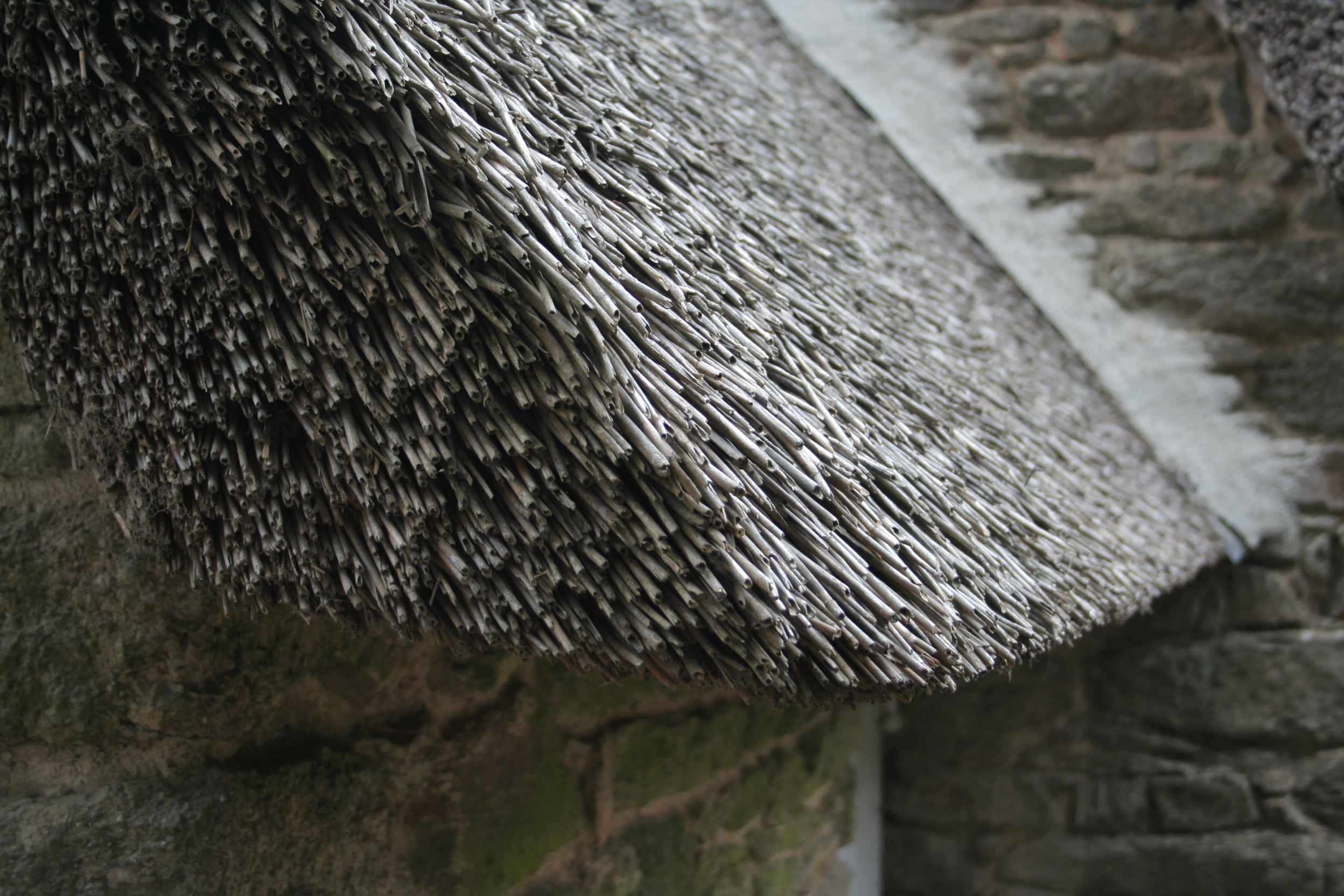
Toit de chaume au village de Kerhinet à Saint-Lyphard, Loire-Atlantique (France).
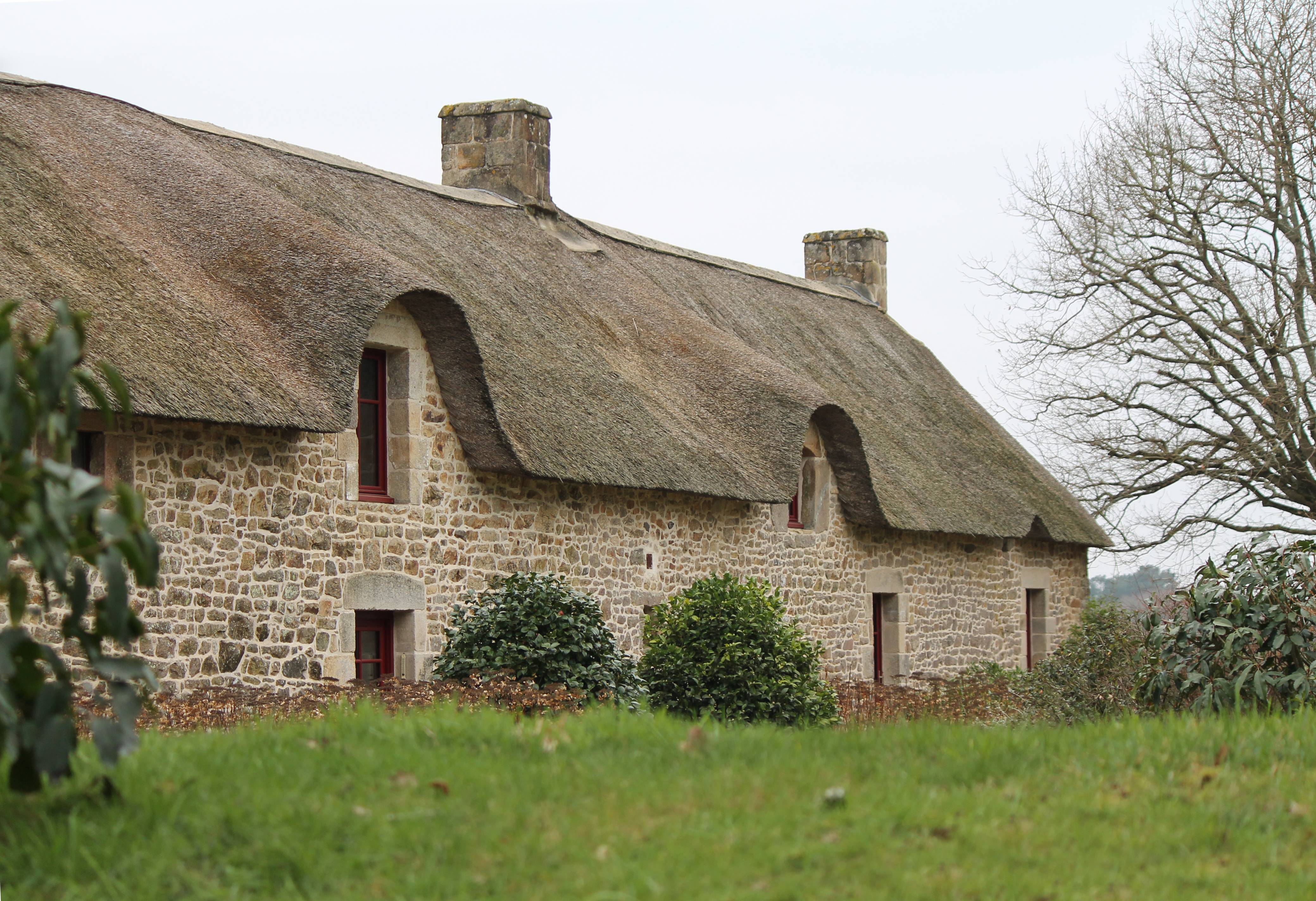
Chaumière bretonne à Plougoumelen (France).
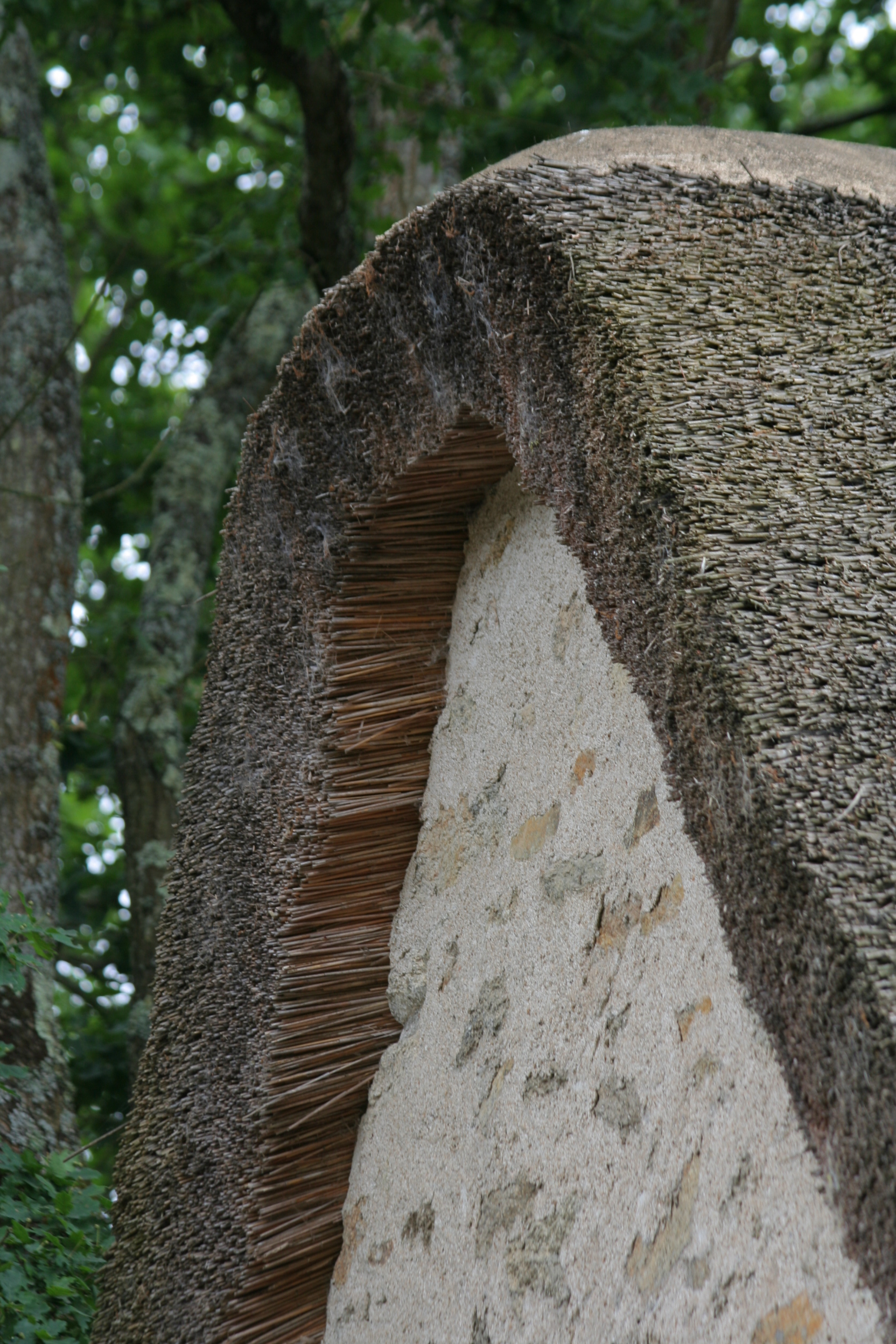
Détail d'un toit de chaume, selon la tradition bretonne.
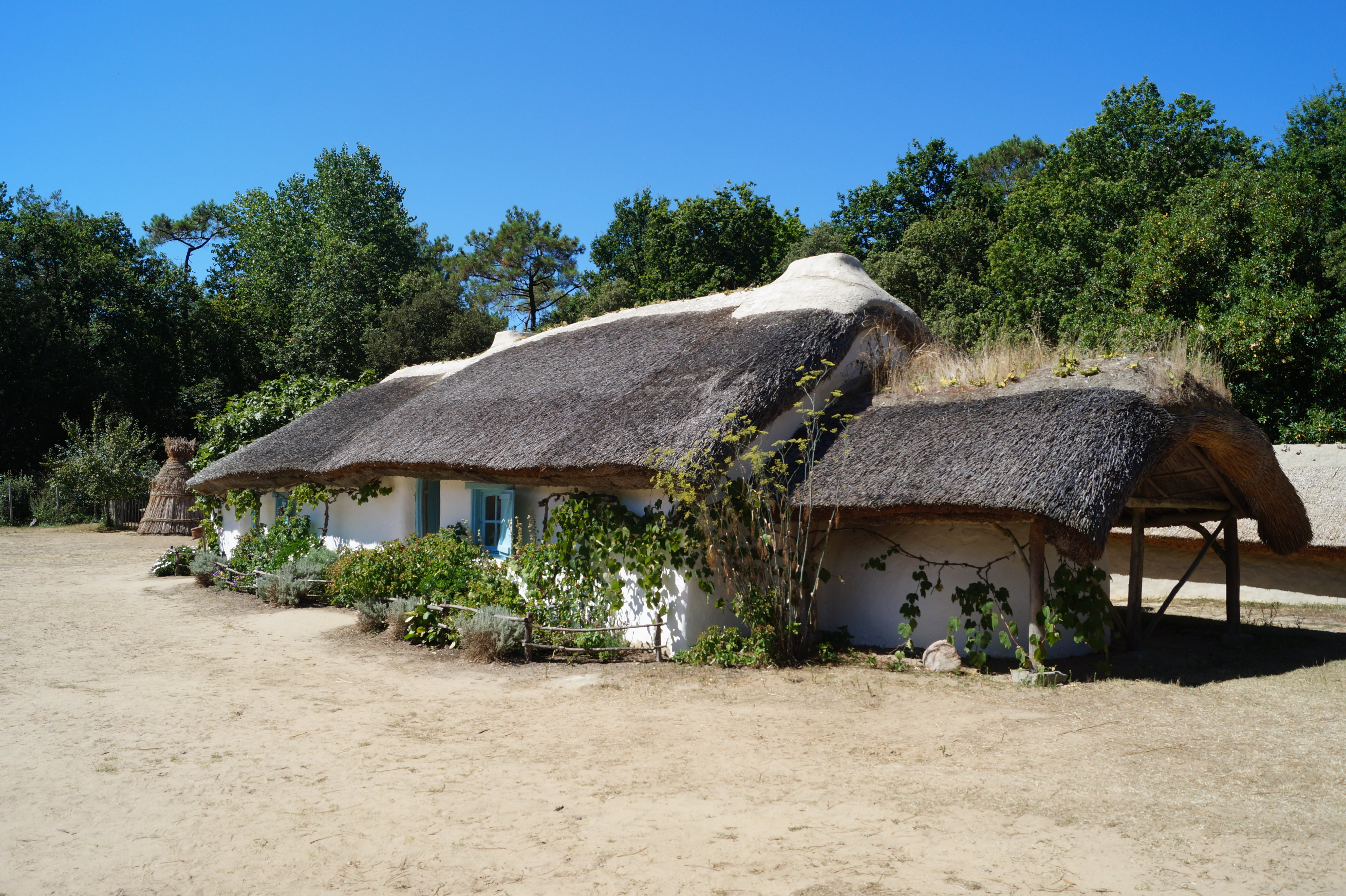
Bourrine vendéenne (France).
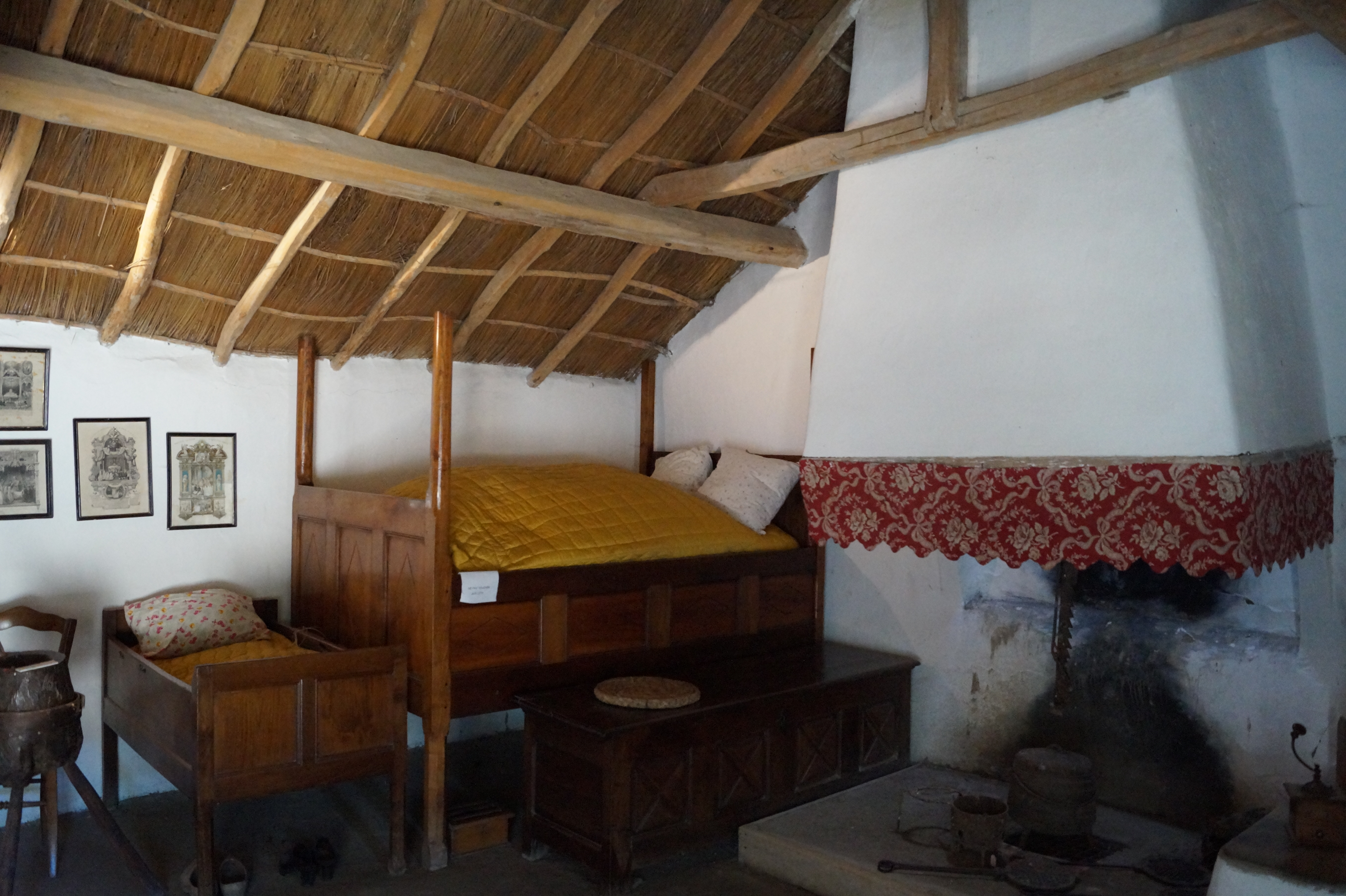
Bourrine vue de l'intérieur
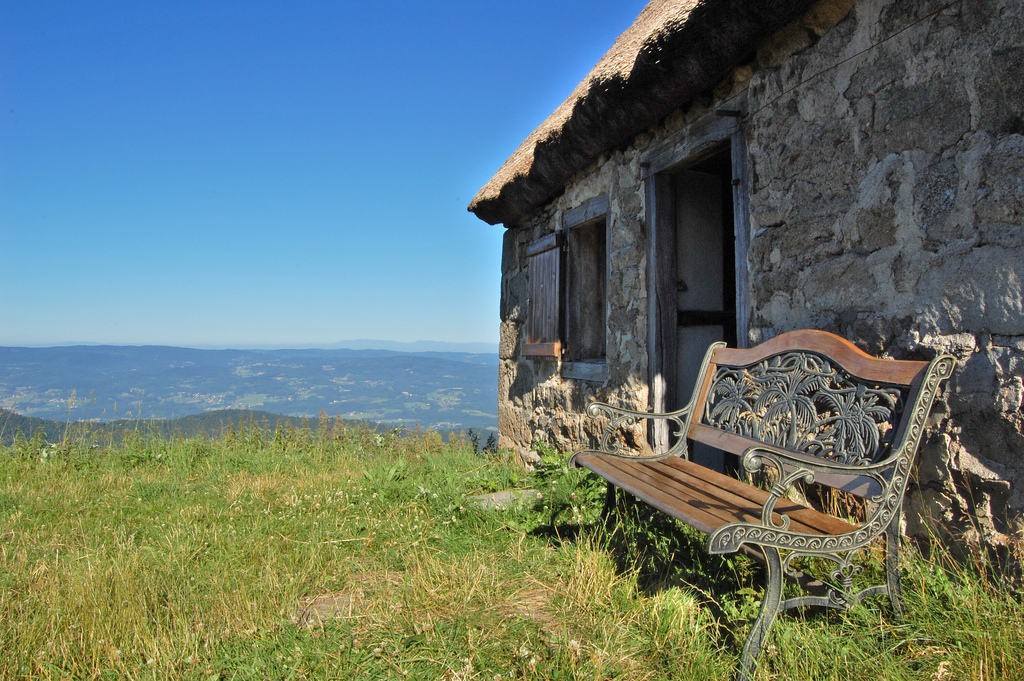
Jasserie (buron) dans les Hautes Chaumes du Forez (France).
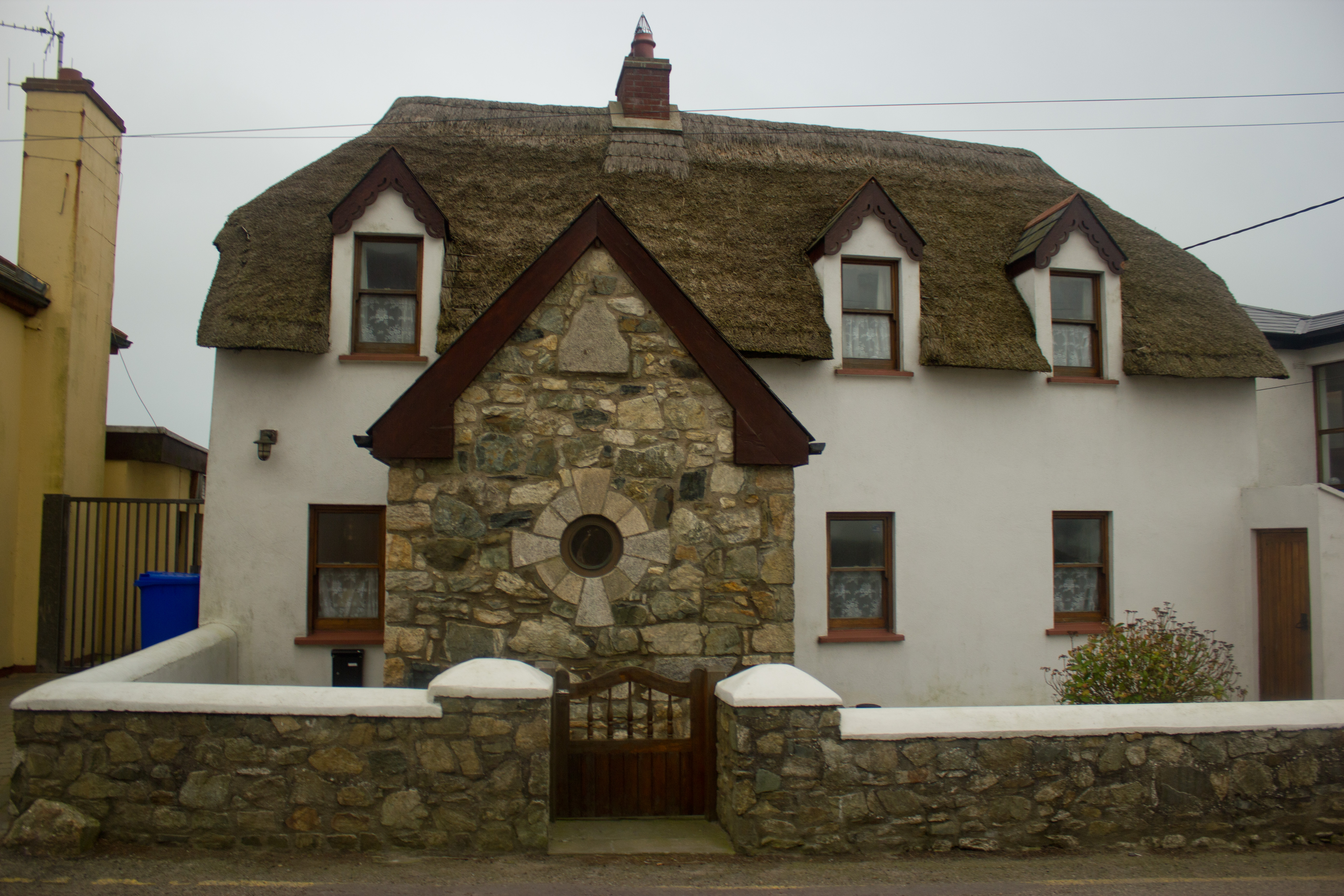
Maison à Kilmore Quay (Irlande).
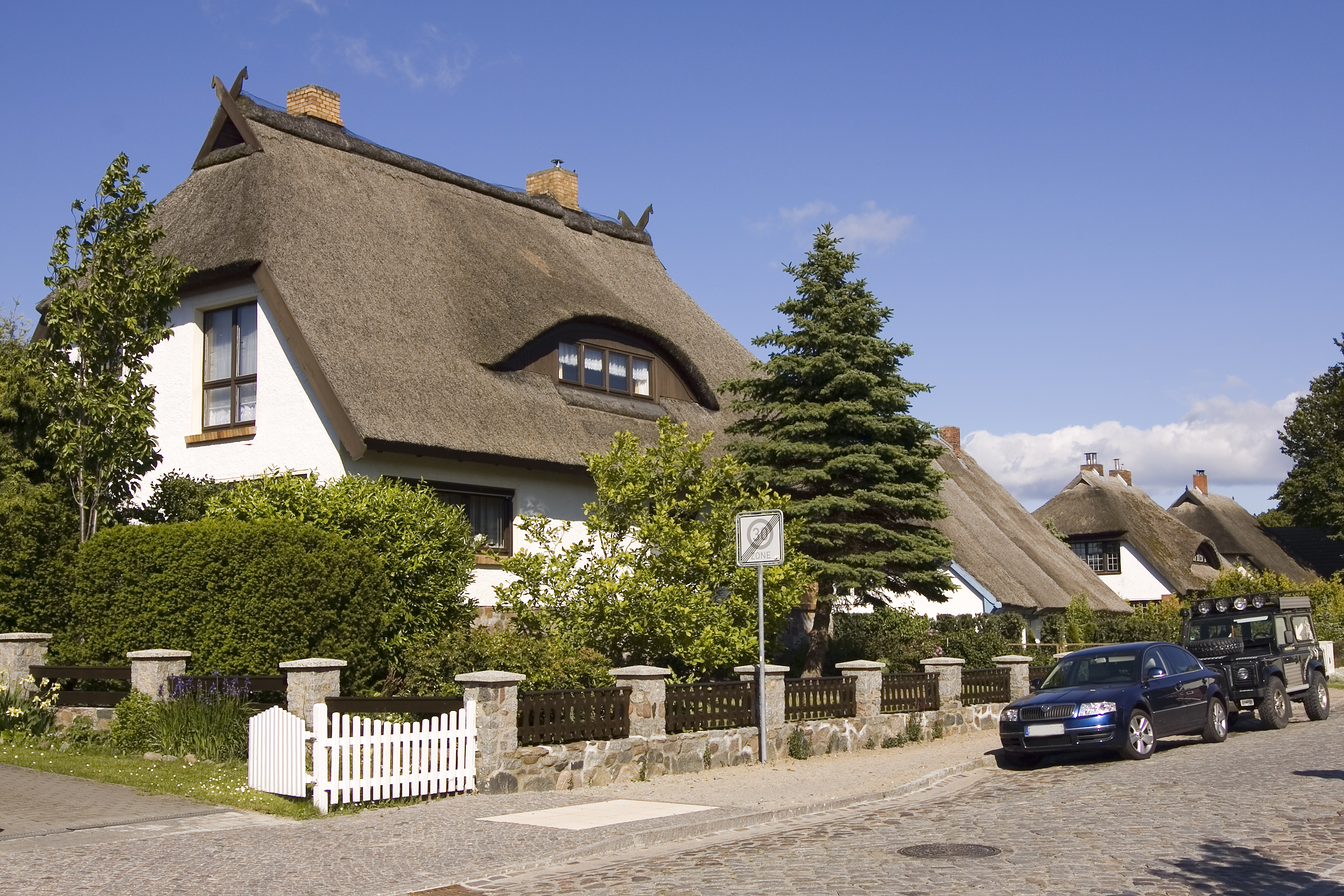
Rangée de maisons aux toits de chaume près de Stralsund (Allemagne).
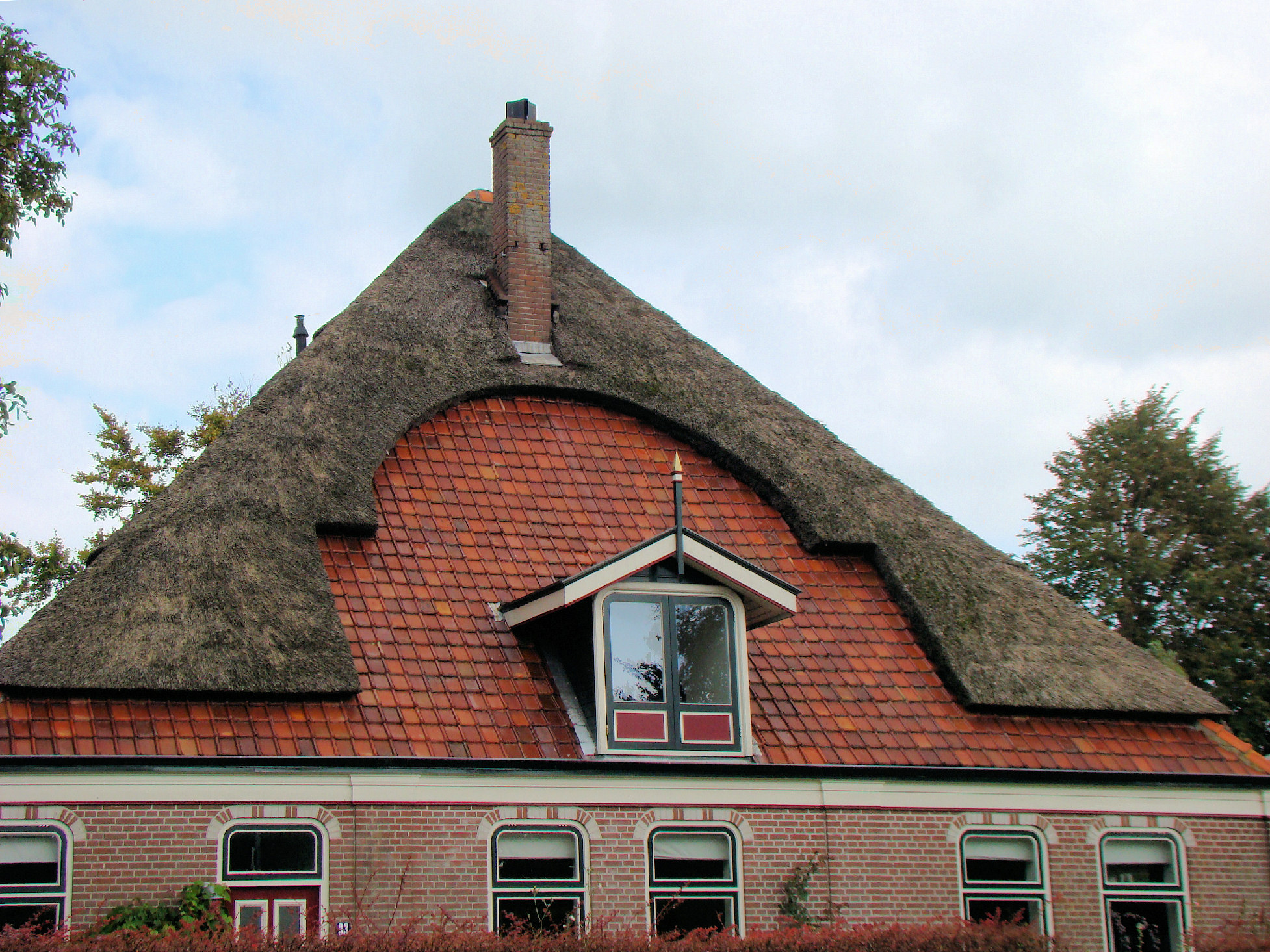
Ferme près de Alkmaar. La combinaison de la chaume et des tuiles est communes dans ce secteur (Pays-Bas).
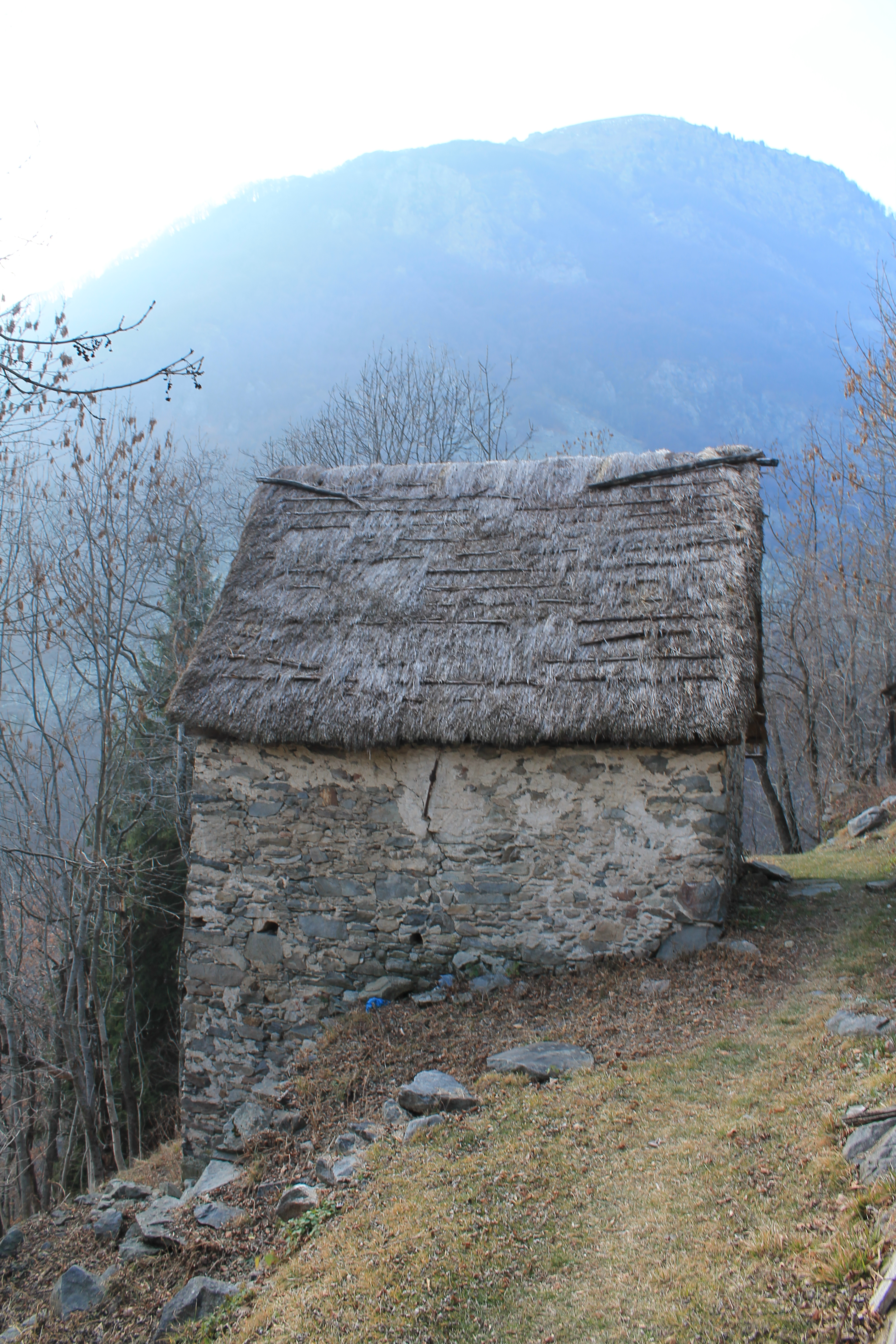
Toit de chaume de seigle (Italie,  Piémont, Valdieri).
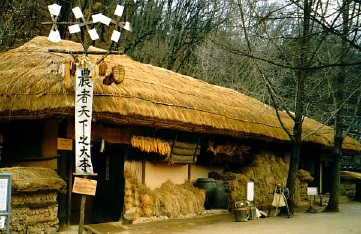
Maison traditionnelle (Corée du Sud).
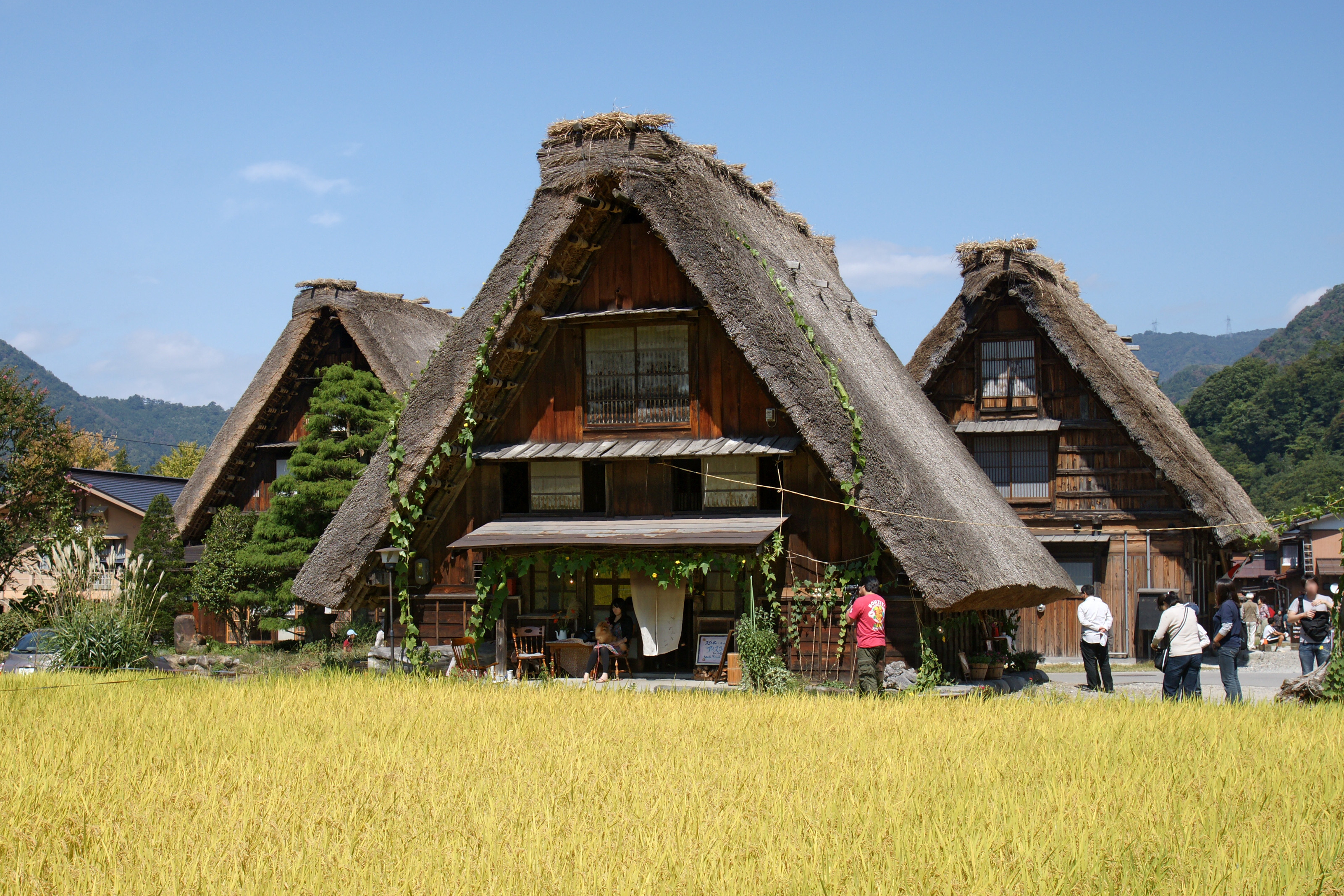
Maisons des villages historiques de Shirakawa-gō et Gokayama (Japon).
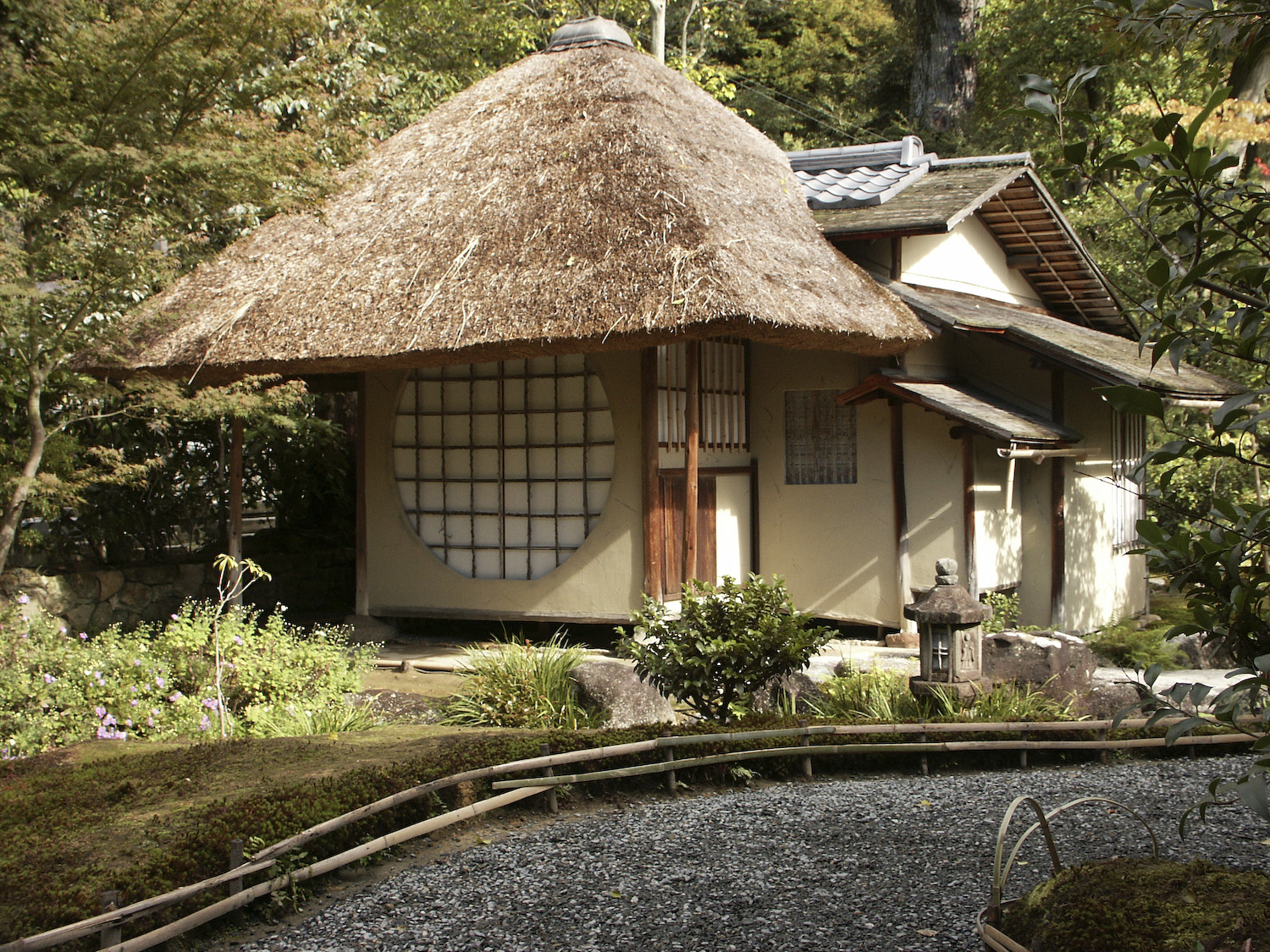
Maison de cérémonie du thé à Kyoto (Japon).
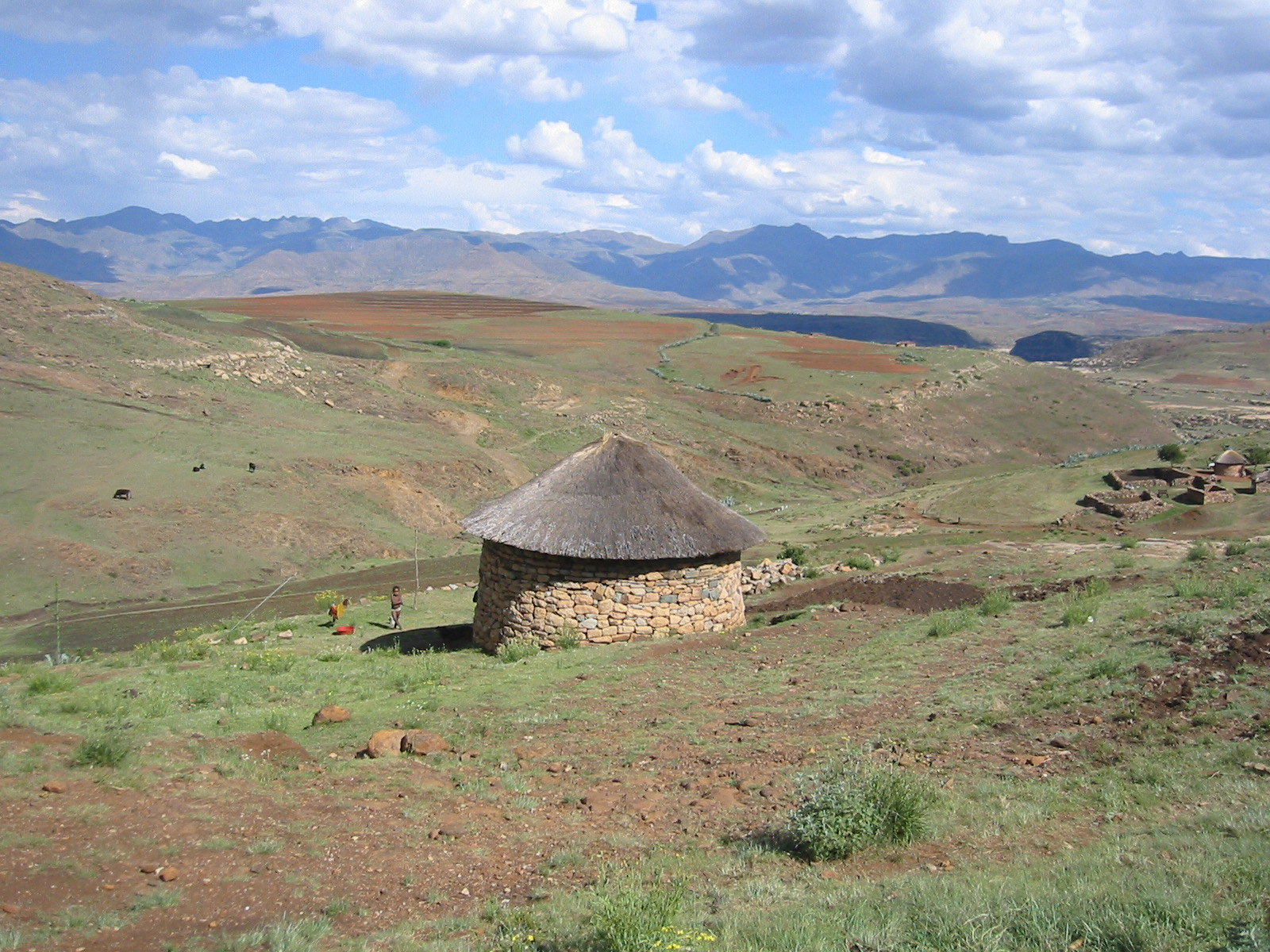
Hutte au toit de chaume (Lesotho).
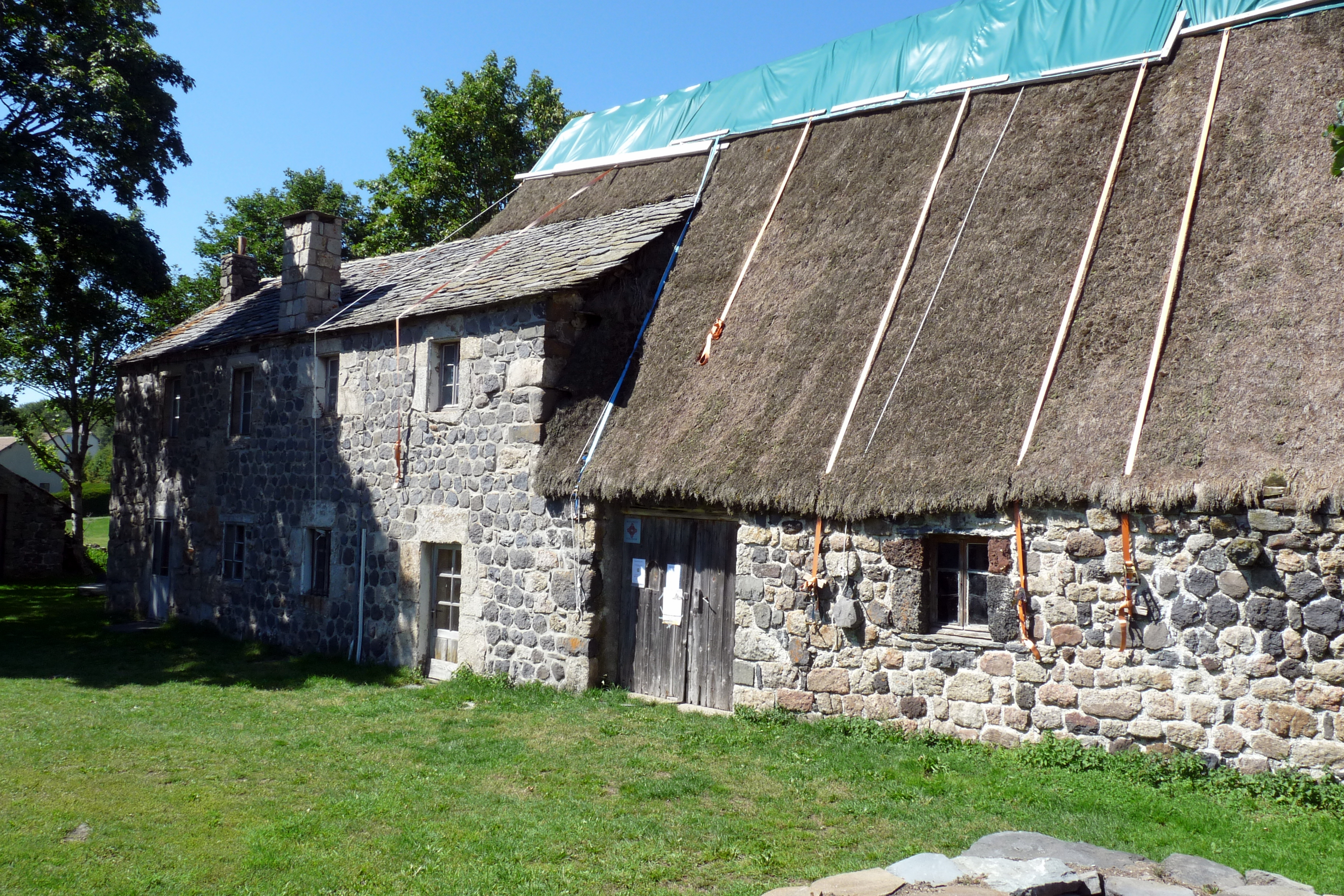
Ferme de Clastres à Sainte-Eulalie (Ardèche).
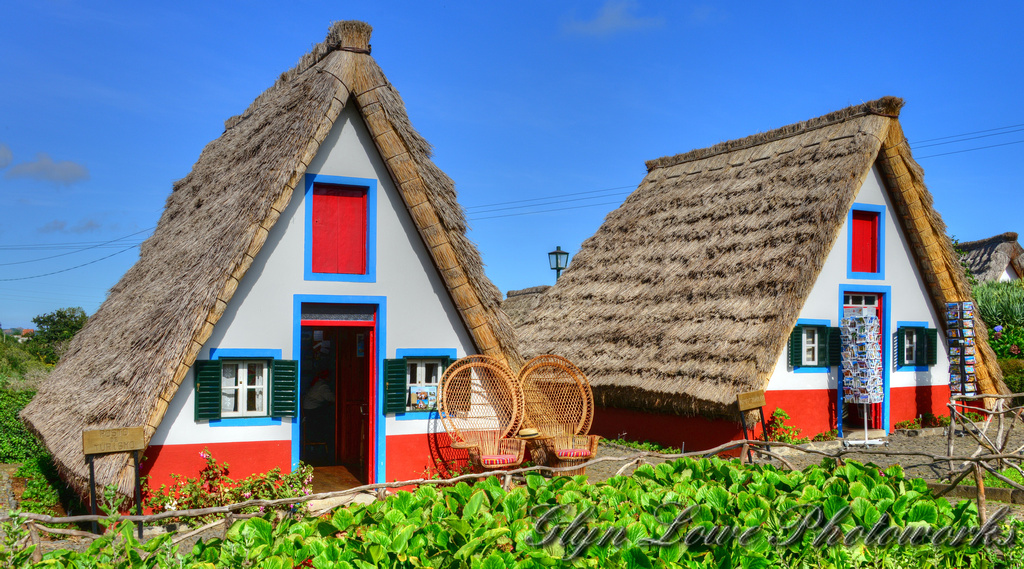
Maisons typiques de Santana (Madère).